# Onthophagus overlaeti
Onthophagus overlaeti é uma espécie de inseto do género Onthophagus, família Scarabaeidae, ordem Coleoptera.
Foi descrita cientificamente por Janssens em 1953.